# Erik Madsen
 Der er flere personer med dette navn, se Erik Madsen (flertydig).
Erik Madsen (født 1936) er en tidligere dansk atlet. Han var medlem af Esbjerg AF fra 1955 til 1965. Derefter i Herning GF.
Erik Madsen var primært sprinter og længdespringer og var en del af det team, som gav EAF en fremtrædende position i 1960'erne. Hans bedste tid på 100 meter opnåede han i 1964 da han i Athen vandt 100 meter løbet i landskampen med Grækenland i tiden 10.6 hvilket var dansk rekord. Han løb på 10,5 1961 en tid som dog aldrig blev annerkendt som rekord pga. manglende vindmåler. Det blev til to danske mesterskaber og 14 landskampe. Esbjerg Kommunes idrætspris, fik han to gange 1958 og sammen med EAF-holdet i 1963.
Erik Madsen var idrætslærer ved Herning og Skive Seminarium. Han bor nu i Skive.
Erik Madsen er farfar til Morten Dalgaard Madsen fra Skive AM, som vandt de danske ungdomsmesterskaber på 100 meter 2010. Senere fik Morten 5 seniormesterskaber i sprint på henholdsvis 60 m inde, og 100 m udendørs. Og deltagelse på landsholdet og ved EM- inde og ude.
Erik Madsen blev tilknyttet Skive Atletik og Motion som sprint/springtræner i 2010. Trænede topsprintere i klubben som Amalie Brammer Kristiansen og Emil Mader Kjær, men primært barnebarnet Morten Dalgaard Madsen som med 10.38 og 21.06 løb sig op i verdenseliten ved VM for juniorer i Oregon. USA i 2014.
Erik Madsen blev i 2018 kåret til Årets træner i Dansk Atletik Forbund på baggrund af hans resultater som sprinttræner i SAM og med ungdomslandsholdet.
Erik Madsen trænede Emil Mader Kjær fra 2016. Emil skiftede fra højdespring til Sprint og allerede i 2018 bliver han dansk mester indendørs i Spar Nord Arena på 200 m senior. Deltager siden på juniorlandsholdet. Seniorlandsholdet og til EM inde i 2021 på 60 m. Højdepunktet bliver deltagelse i Tokyo som reserve til 4x100 m holdet. I 2021 skifter han til Elitetræning i DAFs elitecenter Vest i Aarhus. Emil vinder DM inde senior i 2022 og sætter PR rekord med 6.67 sek. Emil løber senere i 2022 ved Copenhagen Games 100 m på 10.25 sek. 
Erik Madsen bliver i maj 2023 hædret med en personlig flise uden for Blue Water Arena i Esbjerg. Esbjerg by hædrer deres idrætskoryfæer med en flise i Walk of Fame. Eriks indsats som atlet i EAF - nuværende EAM - førte til en fælles flise: Stafetholdet i 60`erne. Det var sammen flere Esbjerg sprintere, bl.a. Bent Jensen og Egon Meyer. I 2023 besluttede idrætssammenslutningen i Esbjerg, at Erik Madsen skulle have en personlig flise, som blev indviet ved en sammenkomst sammen med andre prismodtagere den 9. maj 2023. 
Ved generalforsamlingen i jan. 2023 blev Erik Madsen hædret med den fornemste pris i Skive atletik og motionsklub. Jubilæumsfadet fra 1986. Prisen blev tildelt for Erik Madsens indsats som træner og leder i klubben fra 2010 - 2023. 

## Danske mesterskaber
- Bronze 1964 200 meter 22.7
- Guld 1963 200 meter 22.0
- Sølv 1963 100 meter 10.9
- Guld 1961 100 meter 10.6
- Sølv 1961 200 meter 21.5
- Bronze 1960 100 meter 11.0
- Sølv 1958 100 meter 11.1
- Sølv 1958 200 meter 22.6
- 1   Guld 1961 4 x 100 m (EAF)
- 1   Guld 1963 4x100 m (EAF)
- 1   Guld 1964 4x100 m (EAF)

## Personlige rekorder
- 100 meter: 10,5 1961
- 200 meter: 21,5 1961 +2,3 21,4 1964
- 400 meter: 49,9 1961
- 110 meter hæk: 16,9 1958
- Længdespring: 7,15 1962
- Femkamp: 3.050 1962 (Serie: 7,15-34,25-22,0-29,27-5.04,9)
- Tikamp:5.515 1961 (Serie: 11,0-6,52- 9,48-1,61-51,3--17,3-32,10-2,70-36,98-4.58,2)